# Philibert Guinier
Pour les articles homonymes, voir Guinier.
Philibert Guinier (21 juin 1876 à Grenoble - 3 avril 1962 à Paris) est un membre de l'Institut de France, pionnier de l'écologie en France, forestier et botaniste,,.

## Biographie
Philibert Guinier, né en 1876 à Grenoble, est le fils d'Ernest Guinier (1837-1908), lui-même forestier. Son père était aussi un précurseur de l'étude des sciences naturelles en foresterie,.
Après des études brillantes, Philibert entre à l'Institut national agronomique (INA) à Paris en 1895 et à l'École nationale des eaux et forêts (ENEF) de Nancy en 1897. Il commence sa carrière de forestier en 1900 comme garde général à Grenoble, puis rejoint l'ENEF de Nancy en 1901 d'abord comme attaché à la Station de Recherches puis comme chargé de cours botanique forestière de 1903 à 1941. Il est directeur de l'École nationale des eaux et des forêts pendant 20 ans, de 1921 à son départ en retraite en 1941. Il a ainsi formé aux sciences biologiques des centaines d'officiers forestiers. Ses élèves lui avaient donné le surnom affectueux de « la bique ».[réf. nécessaire]
Après ses premières années de botaniste, grâce à ses maîtres tels que Georges Le Monnier (1843-1931), Émile Schribaux (1857-1951), Henri Hitier (1864-1958), René Maire (1878-1949), il élargit son champ de connaissance et d'action à la pédologie, la génétique, le reboisement, la pathologie et la physiologie. Il participe à l'effort de guerre en 1914, par l'amélioration de l'approvisionnement en bois pour l'artillerie et l'aviation, et entreprend les premiers travaux scientifiques français sur le bois, fondant la xylologie. Il est l'auteur en 1941, de la première nomenclature AFNOR du bois.[réf. nécessaire]
Il est le continuateur du phytosociologue Charles Flahault (1852-1935). Il est l'animateur de la Commission nationale du peuplier créée en 1942 et de la Commission nationale du noyer.[réf. nécessaire]

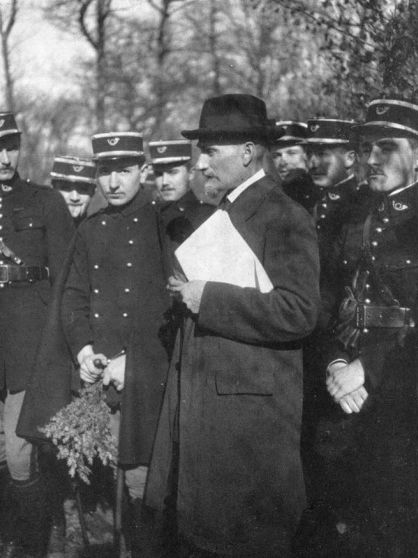
Philibert Guinier avec la 95e promotion de l'Ecole Nationale des Eaux et Forêts à l'arboretum d'Amance (Meurthe-et-Moselle) en novembre 1920

Il est correspondant national de l'Académie d'Agriculture dès 1923 et membre en 1936. En 1929, Philibert Guinier est élu président de l'Union internationale des organismes de recherche forestière (IUFRO) (ref 250e anniversaire). En 1942, il prend en charge la conduite du Domaine forestier d'Harcourt. Il est président de la Société botanique de France en 1946. Il est membre de l'Académie des sciences en 1953 dans la section d'économie rurale, au fauteuil de Louis Lapicque (1866-1952). En 1957, il est président de l'Association française pour l'avancement des sciences.[réf. nécessaire]
Philibert Guinier analysait les terroirs et expliquait comment les paysages s'étaient progressivement constitués à partir de l'histoire de leur mise en valeur. Grâce à son ami Lucien Cuénot, il avait écrit en 1912 des articles entrevoyant ce que les lois de l'hérédité et la sélection pourraient apporter à la gestion des peuplements forestiers.[réf. nécessaire]
Philibert Guinier écrivait : « Le forestier est un conservateur de richesses naturelles desquelles ses contemporains ont tendance à abuser. L'arbre est un être vivant, la forêt est une association d'êtres vivants qui réagissent les uns et les autres […]. Les sciences forestières […] reposent au premier rang sur les sciences naturelles. Pour comprendre la forêt et intervenir dans sa vie, il faut être biologiste » (discours d'accueil aux nouveaux élèves de l'ENEF en 1932).[réf. nécessaire]
- donner une formation technique spécialisée un peu poussée aux fils d'exploitants et d'industriels du bois, à des jeunes gens curieux de ce matériau faisant ou ayant fait par ailleurs des études supérieures en faculté ou dans une grande école, ou encore à des officiers forestiers d'Outre-Mer profitant d'un congé en France ;
- compléter les connaissances théoriques propres au matériau bois, d'utilisateurs déjà dans la vie active, travaillant par exemple à la SNCF pour les traverses de chemin de fer, aux PTT pour des poteaux de ligne, à des sociétés d'électricité (l'EDF n'existait pas encore), dans les services de l'armement, du génie ou de chantier naval ; enfin quelques étrangers venus se perfectionner en France.

Philibert Guinier est le gendre du botaniste et politique Georges Le Monnier, le beau-frère du philosophe Jacques Rennes[réf. nécessaire] et le père du scientifique André Guinier (1911-2000). Il a deux autres enfants : Georges (1908-1993) et Élisabeth (1917-?).
Un carrefour porte son nom en forêt de Fontainebleau.[réf. nécessaire]

## Décorations
- Commandeur de la Légion d'honneur (27 aout 1948)[1]
  -  Officier de la Légion d'honneur (31 décembre 1925)[1]
  -  Chevalier de la Légion d'honneur (11 janvier 1919)[1]
- Officier de l'Instruction publique
- Commandeur de l'ordre du Mérite agricole
- Chevalier de l'ordre de Léopold
- Commandeur de l'Ordre de la Couronne (Roumanie)

## Publications
Il est l'auteur de près de 300 publications (dont une liste sur Google Scholar et une sur Persée).
- Philibert Guinier, Atlas des arbres, arbustes, arbrisseaux et sous-arbrisseaux croissant spontanément ou naturalisés en France et dans les régions limitrophes (28 fasc. prévus mais seuls les fasc. I à IX ont été publiés), Paris, Librairie des sciences naturelles Paul Klincksieck, 1912 (présentation en ligne).
- Philibert Guinier, « L'enseignement à l'École des Eaux et Forêts et la carrière forestière », Annales de l'École Nationale des Eaux et Forêts et de la Station de Recherches et Expériences Forestières, vol. 4, no 2,‎ 1932, p. 223-261 (lire en ligne).
- Philibert Guinier, Station de recherches et d'expériences forestières de l'École nationale des eaux et forêts : douze années d'activité (1920-1931), Paris, Académie d'agriculture de France, 1932, 10 p. (présentation en ligne).
- M. Brot, L. Vidal, Philibert Guinier et Marcel Aribert, « Utilisation en papeterie du bois de trois conifères américains cultivés dans l'est de la France (épicéa de Sitka, sapin de Vancouver, sapin de Douglas). - I. Considérations forestières - II. Essais sur la valeur papetière effectués à l'école française de papeterie (Université de Grenoble) », Annales de l'Ecole Nationale des Eaux et Forêts et de la Station de Recherches et Expériences Forestières, t. 5, no 3,‎ 1935, p. 289-313 (lire en ligne).
- (es) Philibert Guinier, « Problema de la plantación boscosa en la República argentina » (communication lue à la session du 12 juin 1939, traduite par Alejandro Botto, secrétaire général de l'Académie), Academia Nacional de Agronomia y Veterinaria, no 3,‎ 1939, p. 3-11 (lire en ligne).
- Formation et structure du bois (1942)
- Henri Heitz (préf. Philibert Guinier), La forêt du Gabon, Paris, Larose, 1943, VIII-292-LXXVIII.
- Philibert Guinier, Auguste Oudin et Léon Schaeffer, Technique forestière. L'arbre et la forêt - Le bois - Traitement de la forêt - Protection, amélioration, reconstitution, création, aménagement et utilisation de la forêt - Gestion forestière, Paris, la Maison rustique, 1947 (réimpr. 1951, 1963), 376 p..
- Paul Boudy (préf. Philibert Guinier), Économie forestière nord-africaine (3 vol.), éd. Larose, 1958 (présentation en ligne).
- Jean Campredon (préf. Philibert Guinier), Le bois, Paris, Presses universitaires de France, coll. « Que sais-je ? » (no 382), 1949, 128 p..
- René Maire, sa vie et son œuvre (1952)
- Henri Perrin (préf. Philibert Guinier), Sylviculture, Nancy, École nationale des eaux et forêts, 1952, XXII-318 p. (présentation en ligne).
- Jean Pourtet et Philipe Duchaufour (préf. Philibert Guinier), Catalogue des espèces cultivées dans l'arboretum des Barres (Travail exécuté sous la direction de René Rol), Nancy, impr. Berger-Levrault, 1944, 230 p. (lire en ligne [PDF]).
- Philibert Guinier, « La science forestière et la xylologie au VIIIe Congrès international de Botanique », Revue forestière française, AgroParisTech, no 4,‎ avril 1955, p. 249-257 (lire en ligne).
- Philibert Guinier, « Nécrologie de Paul Boudy », Revue forestière française, no 3,‎ 1958, p. 219–222 (lire en ligne, consulté en novembre 2022).
- Philibert Guinier, La forêt, cette inconnue (Institut de france. Séance publique annuelle des Cinq académies, samedi 28 octobre 1961), Paris, typogr. Firmin-Didot et Cie, 1961, 16 p..
- Philibert Guinier, L'écologie forestière enseignée par Philibert Guinier (cours de 1932 et 1933), Paris, éd. AgroParisTech, 1995 (réimpr. 2011), 71 p. (ISBN 9782857100836, présentation en ligne).